# RKSV Volendam in het seizoen 1961/62
Het seizoen 19/19 was het zevende jaar in het bestaan van de Volendamse betaaldvoetbalclub Volendam. De club kwam uit in de Eredivisie en eindigde daarin op de zevende plaats. Tevens deed de club mee aan het toernooi om de KNVB Beker, hierin werd in de vierde ronde verloren van Sparta (2–4).

## Wedstrijdstatistieken

### Eredivisie
|       | ADO   | Ajax  | Blauw-Wit | DOS   | DWS/A | Sportclub Enschede | Feijenoord | Fortuna '54 | GVAV  | MVV   | NAC   | PSV   | Rapid JC | Sparta | De Volewijckers | VVV   | Willem II |
| ----- | ----- | ----- | --------- | ----- | ----- | ------------------ | ---------- | ----------- | ----- | ----- | ----- | ----- | -------- | ------ | --------------- | ----- | --------- |
| Thuis | 3 – 2 | 4 – 0 | 2 – 4     | 4 – 0 | 0 – 0 | 4 – 1              | 1 – 1      | 2 – 1       | 5 – 2 | 2 – 3 | 3 – 1 | 3 – 1 | 3 – 0    | 1 – 0  | 1 – 2           | 5 – 0 | 3 – 2     |
| Uit   | 2 – 1 | 9 – 1 | 4 – 2     | 6 – 2 | 1 – 1 | 2 – 3              | 3 – 0      | 6 – 1       | 1 – 3 | 3 – 0 | 4 – 1 | 5 – 1 | 1 – 3    | 4 – 2  | 2 – 1           | 0 – 0 | 3 – 1     |

### KNVB Beker
| 3e ronde                                  | VSV                                                                 | 2 – 3 (0 – 1)                      | Volendam                          |
| 29 april 1962 Plaats: Velsen Schoonenberg | Cor Brom Fred Dikstaal                                              |                                    | 5', 87', –' Harmen Veerman        |
| Tussenronde                               | ZFC                                                                 | 1 – 2 (0 – 1, 1 – 1) Na verlenging | Volendam                          |
| 10 mei 1962 Plaats: Zaandam Westzanerdijk | Cor Kat                                                             |                                    | Dick Tol 95' Johan Pelk           |
| 4e ronde                                  | Sparta                                                              | 4 – 2 (4 – 2)                      | Volendam                          |
| 31 mei 1962 Plaats: Rotterdam Julianaweg  | Tonny van Ede 3' Tinus Bosselaar 36' (pen.) Piet van Miert 32', 37' |                                    | 14' Harmen Veerman 18' Johan Pelk |

## Statistieken Volendam 1961/1962

### Eindstand Volendam in de Nederlandse Eredivisie 1961 / 1962
| Stand | Gespeeld | Gewonnen | Gelijk | Verloren | Punten | Doelpunten voor | Doelpunten tegen |
| ----- | -------- | -------- | ------ | -------- | ------ | --------------- | ---------------- |
| 7e    | 34       | 15       | 4      | 15       | 34     | 69              | 76               |

### Topscorers
| #                 | Naam           | Goal |
| ----------------- | -------------- | ---- |
| 1.                | Dick Tol       | 27   |
| 2.                | Harmen Veerman | 13   |
| 3.                | Johan Pelk     | 11   |
| 4.                | Wim Kras       | 6    |
| 5.                | Dick Maurer    | 3    |
| 6.                | Ben Steur      | 2    |
| 6.                | Jan Veerman    | 2    |
| 8.                | Thijs Bond     | 1    |
| 8.                | Jan Schilder   | 1    |
| 8.                | Jaap Smit      | 1    |
| 8.                | Klaas Smit     | 1    |
| Onbekend doelpunt |                |      |
| –                 | Onbekend       | 1    |
| Totaal            | Totaal         | 69   |

| #      | Naam           | Goal |
| ------ | -------------- | ---- |
| 1.     | Harmen Veerman | 4    |
| 2.     | Johan Pelk     | 2    |
| 3.     | Dick Tol       | 1    |
| Totaal | Totaal         | 7    |

## Voetnoten
ADO ·
Ajax ·
Blauw-Wit ·
DOS ·
DWS/A ·
Sportclub Enschede ·
Feijenoord ·
Fortuna '54 ·
GVAV ·
MVV ·
NAC ·
PSV ·
Rapid JC ·
Sparta ·
Volendam ·
De Volewijckers ·
VVV ·
Willem II